# Mão invisível
Mão invisível é um conceito que inicialmente foi introduzido por Adam Smith em seu livro Teoria dos Sentimentos Morais, escrito em 1759, invocando a interferência natural que o mercado exerceria na economia. Segundo Smith, se a economia for livre, sem intervenção alguma de órgãos externos ou do governo, ela irá regular de forma automática, como se houvesse uma mão invisível por trás de tudo, fazendo com que os preços dos produtos fossem ditados pelo próprio mercado, conforme sua necessidade.
Na época em que escreveu A Riqueza das Nações, em 1776, Smith estudou os modelos econômicos dos fisiocratas franceses por muitos anos, e, nesta obra, a "mão invisível" é mais diretamente associada à produção e ao emprego de capital em suporte à indústria doméstica. O único uso do termo "mão invisível" encontrado na obra A Riqueza das Nações se encontra no Livro IV, Capítulo II, "Restrições à Importação de Mercadorias Estrangeiras que Podem Ser Produzidas no Próprio País". A frase exata é utilizada somente três vezes nas escrituras de Smith.
Smith pode ter dado dois significados da frase por influência de Richard Cantillon, que desenvolveu ambas as aplicações econômicas em seu modelo do estado isolado.
A ideia de comércio e do mercado de troca automaticamente canalizando o "interesse próprio" para "fins sociais desejáveis" é a justificativa central da filosofia econômica de laissez-faire, que antecede a economia neoclássica. Nesse sentido, a discordância central entre ideologias econômicas pode ser vista como uma discordância sobre quão poderosa é a "mão invisível". 
Em modelos alternativos, forças que eram nascentes durante o tempo de vida de Smith, como a indústria de larga escala, as finanças e a publicidade, reduzem sua efetividade.
Interpretações do termo tem sido generalizados além do uso do próprio Smith.

## Monopólios
Adam Smith viu na formação de monopólios, ou seja, a concentração de poder do mercado nas mãos de poucos produtores (no extremo apenas um) apoiados por um Estado intervencionista, como um dos perigos ao funcionamento da economia de mercado.

## Distorções e o funcionamento da mão invisível
Havendo distorções à plena "liberdade de mercado", como a exemplificada acima, a mão invisível se torna "estática" e já não auxilia o sistema. A "assimetria de informações" - isto é, o fato de alguns saberem mais do que outros - também contribui para prejudicar o funcionamento adequado da "mão invisível". Analisando esse fenómeno em relação ao Google existe um curioso artigo, escrito pelo professor Michael Rothschild da Universidade de Princeton, intitulado Information, The invisible Hand and Google que analisa matematicamente esses efeitos deletérios que paralisam a "mão invisível", impedindo que ela exerça sua função no mundo real, quando ocorrem distorções num sistema ideal, abstratamente concebido.
Eric Maskin, da Universidade de Princeton, Leonid Hurwicz, da Universidade de Minnesota, e Roger Myerson, da Universidade de Chicago, receberam o Prêmio Nobel de Economia por seu trabalho pioneiro sobre uma teoria que determina quando os mercados estão funcionando de forma eficaz.
As novas tecnologias de intermediação de negócios também interferem no livre mercado,  quando geram desequilíbrio  e anulam o efeito da mão invisível a medida que não possuem custos de produção ou demandas exageradas, além de poder fixar preços comercializar produtos e serviços independentemente se o produtos ou prestador de serviço ter lucro ou prejuízo, a curto, médio e longo prazo. Um exemplo clássico são os app de compartilhamento de mobilidade urbana. (Uber Lytit)
"Sociedades não devem contar com as forças do mercado para proteger o ambiente ou fornecer um sistema de saúde de qualidade para todos os cidadãos (...) O mercado não funciona muito bem quando se trata de bens públicos (...) "Os mercados trabalham aceitavelmente com bens chamados por economistas de bens privados" (como carros e outros objetos duráveis), afirmou Eric Maskin.
"A clássica metáfora de Adam Smith sobre a 'mão invisível' refere-se a como o mercado, sob condições ideais, garante uma alocação eficiente de recursos escassos. Mas, na prática, as condições normalmente não são ideais. Por exemplo, a competição não é completamente livre, os consumidores não são perfeitamente informados e a produção e o consumo desejáveis privadamente podem gerar custos e benefícios sociais", explicou a nota da Academia Real das Ciências da Suécia por ocasião da outorga do Prémio de Ciências Económicas de 2007.
"As teorias que eu, e outros, desenvolvemos explicaram porque os mercados livres frequentemente não só não conduzem à justiça social, mas também nem sequer produzem resultados eficientes. É interessante notar que não tenha havido um debate intelectual à (minha) refutação da mão invisível de Adam Smith: indivíduos e empresas, na busca de seu auto-interesse, não são necessariamente, ou em geral, conduzidos por uma mão invisível rumo à eficiência econômica."— Joseph E. Stiglitz

## John Nash, a teoria dos jogos e a mão invisível
O trabalho de John Forbes Nash deu à economia novos meios analíticos para estudar o comportamento humano. Já pela metade do século XX, os economistas de há muito estavam insatisfeitos com conceitos como a mão invisível, proposto por Adam Smith, como forma de explicar o alinhamento entre oferta e procura e a fixação de preços.
Havia grande número de transações econômicas nas quais as hipóteses que embasavam a mão invisível eram violadas.
Em muitos mercados, umas poucas empresas dominam, o comércio internacional é afetado por barreiras implícitas e explícitas; os governos precisam encontrar mecanismos para estipular os preços de determinados bens, como o direito de explorar petróleo. A mão invisível, embora possa influenciar a situação de alguma maneira, não está sozinha.
Isso é como um jogo, e daí o nome teoria dos jogos. A contribuição de John Nash foi estender a ideia dos jogos de resultado radical, como o xadrez, nos quais onde a vitória de um jogador é sempre completa, assim como a derrota de seu oponente, para situações estratégicas mais amplas, desenvolvendo seu conceito de equilíbrio. É o desfecho de qualquer problema no qual cada jogador, por compreender as estratégias dos demais, é incapaz de melhorar ainda mais sua posição adotando uma solução alternativa.
Os economistas experimentais usam a teoria dos jogos e o conceito do "equilíbrio de Nash" para descobrirem em que circunstâncias os seres humanos tendem a se comportar irracionalmente. Isso ocorre com muita frequência porque nossas ações são dominadas por normas sociais e ideias de equidade, e não pela racionalidade.